# حمله هوایی ۲۰۱۹ اردوگاه پناهندگان تاجورا

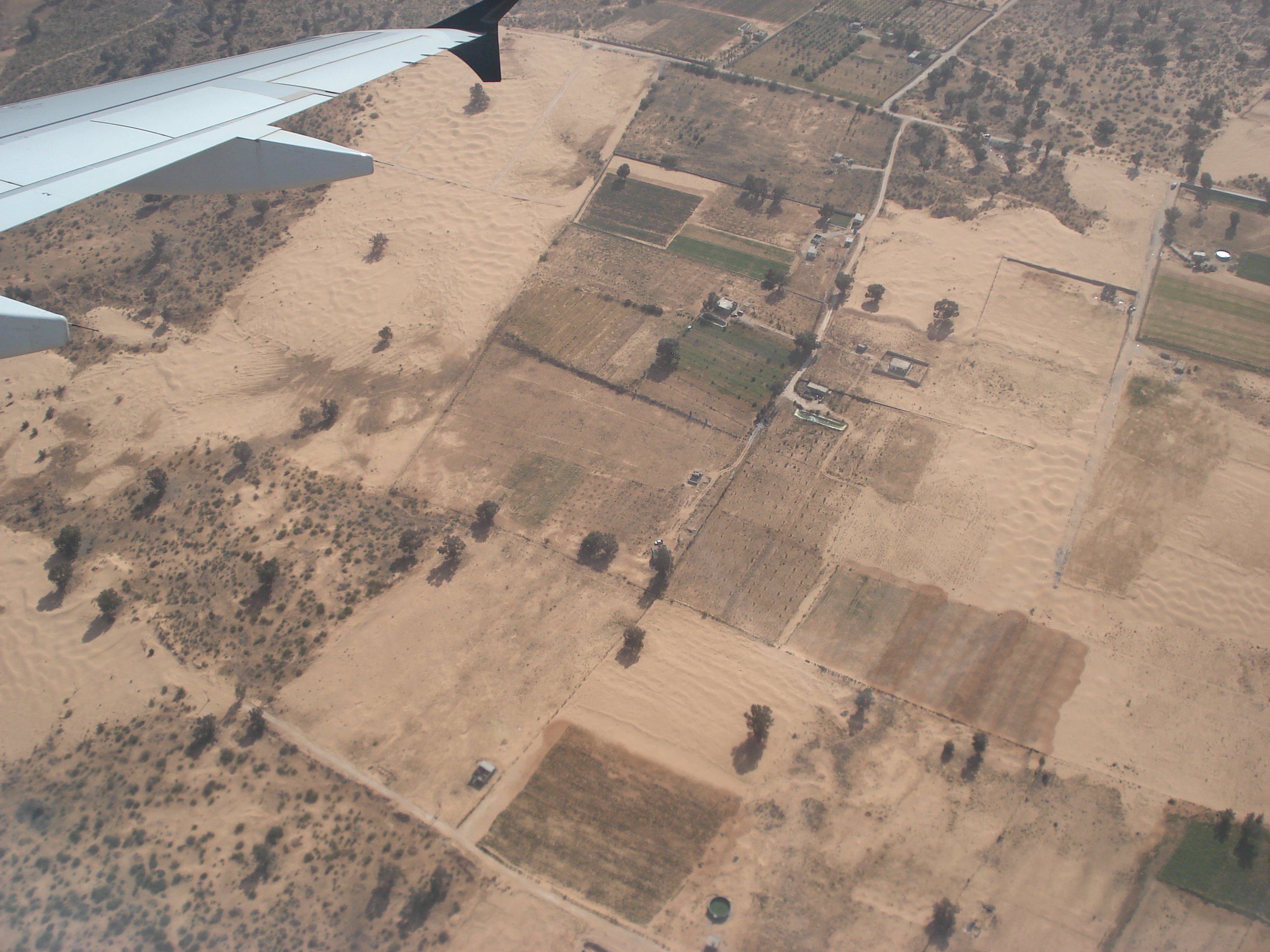
نمایی از منطقه «تاجورا»

حمله هوایی ۲۰۱۹ اردوگاه پناهندگان تاجورا در ۳ ژوئیه رخ داد. اردوگاه پناهندگان تاجورا که خارج از طرابلس، لیبی قرار دارد، در حالیکه صدها نفر در آن ساکن بودند مورد تهاجم هوایی قرار گرفت. این اردوگاه برای پناهجویانی که به منظور مهاجرت به اروپا در آن به سر می‌بردند براثر اصابت بمب‌هایی که از هوا بر روی اردوگاه ریخته شد تسهیلات استقراری‌شان ویران گردید. شورای حقوق بشر سازمان ملل متحد تأکید کرد که در این اردوگاه قریب به ۶۰۰ نفر ساکن بودند. بر اثر اصابت بمب‌ها، حداقل ۵۳ نفر کشته و ۱۳۰ نفر زخمی شدند. واکنش‌های خشمگینانه گسترده‌ای علیه این اقدام ارتش ملی لیبی که افراد مدنی را مورد اصابت قرار داد صورت گرفته‌است. این حمله هوایی باعث شد تا سیاست اتحادیه اروپا برای همکاری با شبه نظامیان و بازداشت مهاجران و تأمین مالی و آموزش گارد ساحلی لیبی که بیشتر مهاجران و پناهندگان را دستگیر کرده‌است مورد بررسی و تجدید نظر قرار گیرد.

## واکنش‌های بین‌المللی
- سازمان ملل متحد – یک سخنگوی آژانس پناهندگی سازمان ملل متحد اعلام کرد که بودن این اردوگاه در نزدیکی یک انبار سلاح آنرا تبدیل به هدفی برای اتحادیه کرد. میچل باچله کمیساریای عالی حقوق بشر سازمان ملل متحد گفت: «این حمله هوایی ممکن است یک جنایت جنگی تلقی شود.» در یک بیانیه رسمی، دبیرکل سازمان ملل، آنتونیو گوترش خواهان یک تحقیق دربارهٔ چگونگی این حمله و عوامل مسئول آن اتفاق افتاد و به محاکمه کشیدن آنها شد.
کمیساریای عالی سازمان ملل متحد برای پناهندگان و سازمان بین‌المللی مهاجرت طی یک بیانیه مشترک اعلام کردند: «دو سازمان ما قویا این و هر حمله‌ای علیه جان افراد غیرنظامی را محکوم می‌کند، ما همچنین خواهان پایان فوری حبس مهاجران و پناهندگان می‌باشیم.» شورای امنیت سازمان ملل متحد قطعنامه‌ای را که توسط بریتانیا آورده شد تحت بررسی قرار داد که حمله را محکوم کرده و خواهان آتش‌بس شد. این قطعنامه تصویب نشد زیرا ایالات متحده از ان حمایت نکرد. سازمان ملل همچنین خواستار تحقیق در مورد این حادثه شد.
- ایالات متحده آمریکا - وزارت خارجه اعلام کرد «این تراژدی و از بین رفتن بی‌دلیل جان‌ها، که بر یکی از آسیب پذیرترین جوامع واقع شد، نیاز ضروری بر اینکه تمامی احزاب لیبی جنگ در طرابلس را پایان داده و به پروسه سیاسی بازگردند تأکید می‌کند؛ که این تنها راه ماندگار برای رسیدن به صلح پایدار و ثبات در لیبی می‌باشد.»
- ترکیه – وزارت خارجه ترکیه این حمله را یک «جنایت علیه بشریت» خواند و نیروهای ژنرال حفتر را مقصر این حمله دانست.